# Brachyphylla nana
Brachyphylla nana е вид прилеп от семейство Американски листоноси прилепи (Phyllostomidae). Видът не е застрашен от изчезване.

## Разпространение
Разпространен е в Доминиканска република, Кайманови острови, Куба и Хаити.
Регионално е изчезнал в Бахамски острови и Ямайка.

## Описание
На дължина достигат до 8,4 cm, а теглото им е около 37,3 g.
Популацията на вида е стабилна.